# Zimirina cineris
Zimirina cineris is een spinnensoort in de taxonomische indeling van de Prodidomidae.
Het dier behoort tot het geslacht Zimirina. De wetenschappelijke naam van de soort werd voor het eerst geldig gepubliceerd in 1964 door Mordecai Cubitt Cooke.